# 赫里尼奧瓦

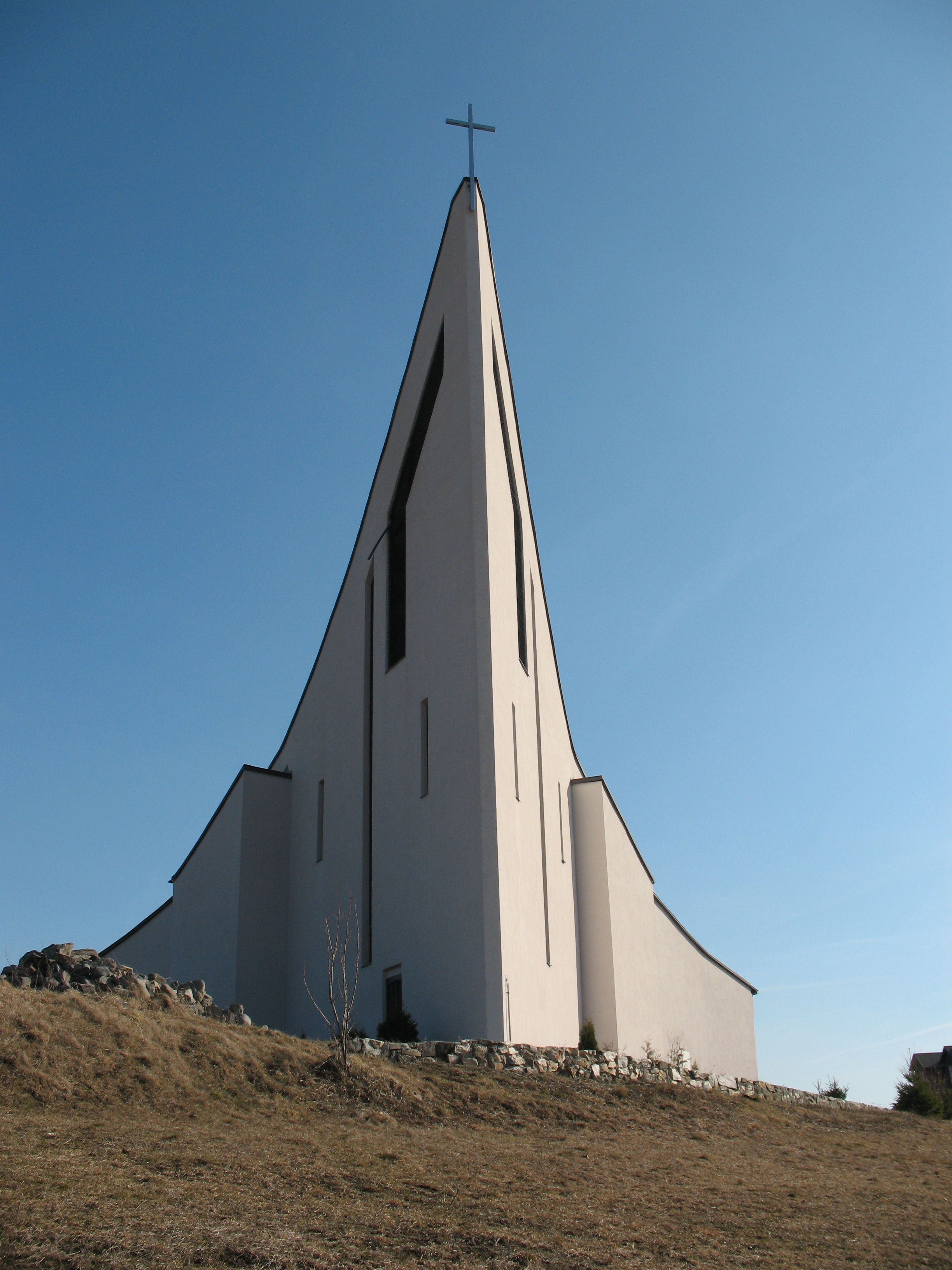

赫里尼奧瓦是斯洛伐克的城鎮，位於該國中部斯拉蒂納河畔，由班斯卡-比斯特里察州負責管轄，面積126.49平方公里，海拔高度500米，2005年人口8,067，其中九成居民信奉羅馬天主教。

## 外部連結
- Municipal website